# Nowa Gadka
Nowa Gadka (dawn. Gadka Nowa) – wieś w Polsce położona w województwie łódzkim, w powiecie pabianickim, w gminie Ksawerów.

## Historia
Na mapach z 1750 roku i początku XIX wieku wieś oznaczona została jako Gadka, jednak mogła być wtedy połączona z Starą Gadką. Od 1867 w gminie Brus w powiecie łódzkim. W okresie międzywojennym należała do woj. łódzkiego. 1 kwietnia 1927 włączona do gminy Gospodarz w powiecie łódzkim. 1 września 1933 weszła w skład nowo utworzonej gromady (sołectwa) Gadka Nowa w granicach gminy Gospodarz, składającej się ze wsi Gadka Nowa i Gospodarz. Podczas II wojny światowej włączona do III Rzeszy.
Po wojnie Gadka Nowa powróciła do powiatu łódzkiego w woj. łódzkim, jako jedna z 12 gromad gminy Gospodarz. 21 września 1953 gminę Gospodarz przemianowano na Rzgów. W związku z reorganizacją administracji wiejskiej jesienią 1954, Gadka Nowa weszła w skład nowej gromady Gospodarz, a po jej zniesieniu 1 lipca 1968 – do Ksawerów. W 1971 roku liczba mieszkańców Nowej Gadki wynosiła 214.
Od 1 stycznia 1973 w reaktywowanej gminie Ksawerów, tym razem w powiecie łódzkim. 2 lipca 1976 gminę Ksawerów zniesiono, a Nową Gadkę włączono do gminy Pabianice. W latach 1975–1998 miejscowość należała administracyjnie do województwa łódzkiego. 1 stycznia 1997 ponownie w reaktywowanej gminie Ksawerów.